# ایتاپوا (میناس گرایس)
ایتاپوا (به پرتغالی: Itapeva) یک منطقهٔ مسکونی در برزیل است که در میناز ژرایس واقع شده‌است. ایتاپوا ۱۷۷ کیلومتر مربع مساحت و ۹٬۸۸۱ نفر جمعیت دارد.